# Sangping
Sangping (kinesiska: 桑坪) är en köping i sydvästra Kina. Den ligger i Yunyang härad i storstadsområdet Chongqing, omkring 300 kilometer nordost om det centrala stadsdistriktet Yuzhong. Antalet invånare är 18 306. Befolkningen består av 9 145 kvinnor och 9 161 män. Barn under 15 år utgör 25,0 %, vuxna 15-64 år 59 %, och äldre över 65 år 14,0 %.